# ارتفاعات شهرستان گلپایگان
ارتفاعات شهرستان گلپایگان که دنباله شرقی سلسله جبال زاگرس و غالباً از کوه‌های اطراف خرم آباد جدا شده، متعلق به دوران دوم زمین‌شناسی بوده و به صورت چندین رشته موازی از شمال غربی به جنوب شرقی امتداد می‌یابد.
مهم‌ترین ارتفاعات را در گلپایگان:
الف – ارتفاعات کوه‌های شمالی و شمال غربی که قله‌های بلند آن عبارتند از:
o' تخت پهلوان صابر با ارتفاع ۳۴۱۰ متر 
o	قله الوند با ۳۱۲۱ متر ارتفاع
o	قله حاجی قارا با ۲۴۲۰ متر ارتفاع که از طبقات آهکی دوران دوم زمین‌شناسی و به همراه رسوبات گچی، سنگهای گرانیتی و شن‌های آتشفشانی دوران سوم، دیده می‌شود. این کوه در ۲۰ کیلومتری شمال شرقی گلپایگان قرار دارد.
ب. ارتفاعات کوه‌های شرقی که قله‌های بلند آن عبارتند از:
o	کوه صالح پیغمبر با ۳۹۲۲ متر ارتفاع
o	شیخ احمد با ۲۴۳۸ متر ارتفاع با سنگهای گوناگونی از قبیل فیلیت، کوارتزیت، پاراگینس و مرمرهای پرکامبرین و سلیس‌ها و ماسه سنگهای ژوراسیک و آهکهای کرتاسه و توفهای آتشفشانی و دولومیت، معادن سنگ‌های ساختمانی و سنگ چینیِ گُدار سرخ وصالح پیغمبر که یکی از مراکز بزرگ سنگهای معدنی گلپایگان است درهمین ارتفاعات قرار دارند. 
ج. ارتفاعات جنوبی که کوه‌های خوانسار باشد، قله‌های بلند آن عبارتند از:
o	قلعه جمال، حاجی ابراهیم، له پبین، سرخ، چهل گزی که آنها از ۲۵۰۰ متر بیشتر ارتفاع دارند و از شیل‌ها و شیست‌های آهکی دوران دوم و سوم زمین‌شناسی تشکیل شده‌اند.
o	بلیتون: در دهستان پشتکوه ۲۴ کیلومتری گلپایگان در شمال روستای هرستانه حدود ارتفاع ۲۳۵۰ متر ازسطح دریا.
o	پیشکوه: در دهستان جلگه شهرستان گلپایگان ۲۰ کیلومتری شرق گلپایگان، ارتفاع ۲۸۷۷متر.
o	تله کوه: در روستای درّ شهرستان گلپایگان ۳۶ کیلومتری شرق گلپایگان در جنوب روستای دُر ارتفاع ۲۳۴۰ متر
o	چاق باغ: واقع در روستای درّ شهرستان گلپایگان ۳۷ کیلومتری جنوب شرق گلپایگان ارتفاع ۲۹۱۰ متر
o	دربند: واقع در دهستان پشتکوه، شهرستان گلپایگان، ۲۵ کیلومتری جنوب غربی گلپایگان، ارتفاع ۲۷۰۰ متر
o	سوخته: روستای درّ شهرستان گلپایگان، ۴۲ کیلومتری شرق گلپایگان، با ارتفاع ۳۰۰۰ متر 
o	صاف: در دهستان پشتکوه ۲۵ کیلومتری جنوب غربی، در شمال ویست ارتفاع ۳۰۴۲ متر
o	گرموشا: در روستای درّ گلپایگان ۳۹ کیلومتری جنوب شرقی، در شمال در ارتفاع ۲۷۲۰ متر
o	لومبین: واقع در حومه وانشان ۱۱ کیلومتری جنوب گلپایگان، شمال کوه ابراهیم در ۲۵۳۲ متر
o	موربلند: واقع در روستای درّ گلپایگان، ۳۵ کیلومتری جنوب شرقی گلپایگان شمال در ارتفاه ۲۲۶۰ متر
o	مورچاقدار: واقع در دهستان حومه گلپایگان، ۲۱ کیلومتری جنوب گلپایگان ارتفاع ۲۱۵۰ متر 
o	مورهورسونه: واقع در روستای درّ گلپایگان، ۴۴ کیلومتری جنوب شرقی گلپایگان شمال تیکن ارتفاع ۲۹۱۵ متر
o	هنده: واقع در دهستان پیشکوه ۲۷ کیلومتری جنوب غربی شمال هنده ارتفاع ۲۸۰۰ متر (گلپایگان در آئینه تاریخ. فیروز اشراقی)

## الوند گلپایگان
در ایران چهار قله با نام الوند وجود دارد که یکی از آنها کوهستانی است واقع در شمال باختری گلپایگان که از شمال باختری به طرف جنوب خاوری کشیده شده طول آن حدود ۱۵ کیلومتر و عرض متوسط آن ۵ کیلومتر است. 
ارتفاع بلندترین نقطه الوند گلپایگان ۳۱۱۱ متر می‌باشد که در محل به نام «کلنگ سیاه» شناخته می‌شود. از فراز این قله شهرستان خمین در شمال باختری و شهرستان گلپایگان در جنوب خاوری دیده می‌شوند. در دامنه‌های جنوبی این قله و در ارتفاع حدود ۲۸۰۰ متری در نقطه‌ای با نام محلی «کول خران» یک جان پناه فلزی - چوبی به همت کوهنوردان گلپایگانی بر پا گشته‌است. 
از این نقطه در جهت شمال بقایای یک معدن متروکه نقره در دره‌ای به نام «دره نقره» و در جهت خاور مزرعه و امامزاده‌ای به نام «امامزاده گوشه» دیده می‌شوند. 
در پایین دست دامنه‌های جنوبی کوه نیز چشمه‌ای زیبا و چهار فصل به نام «چشمه خضر» وجود دارد. که جاده‌ای خاکی به طول حدود ۱۲ کیلومتر از گلپایگان تا نزدیکی آن کشیده شده‌است. 
مبدأ صعود به ارتفاع ۲۰۰۰ متر در جنوب شرقی قله قرار دارد و مسیر صعود از میان دره‌ای است که به خط الراس اصلی «کول خران» منتهی می‌شود. تا پناهگاه حدود ۵/۱ ساعت راه است و از پناهگاه تا قله ۲ ساعت می‌باشد.
1. ↑  عیار سنگ آهن معادن گلپایگان حدود ۶۰ درصد است که با عیار معادن برزیل برابری می‌کند.